# Speleobiologie

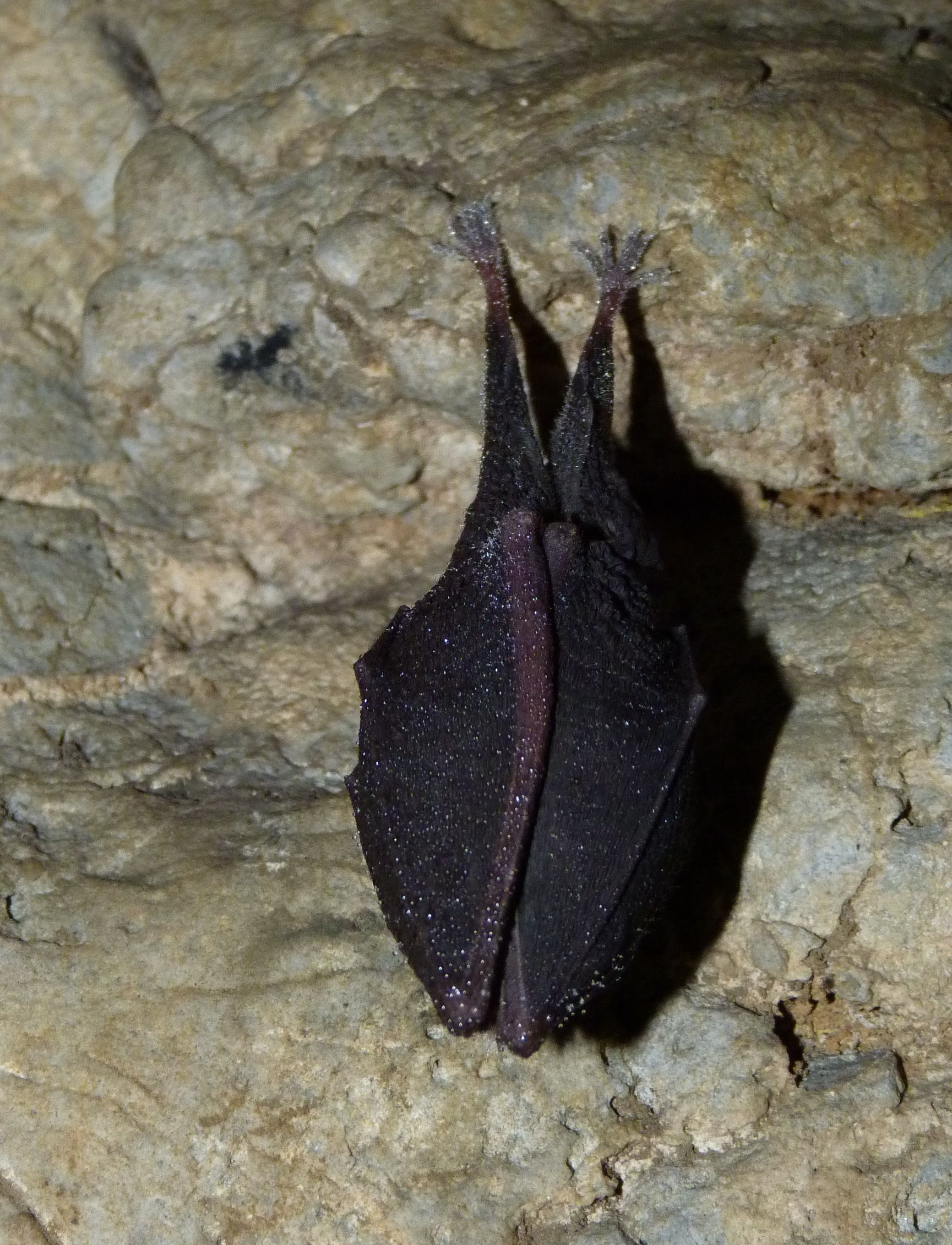
Netopýr v jeskyni

Speleobiologie je vědní obor, který se zabývá studiem života v jeskyních. Jedná se tak o podobor kombinující speleologii s biologií. Předmětem jeho zkoumání jsou organismy přímo adaptované na dlouhodobý život v podzemí, ne jen tam dočasně pobývající.
V roce 1831 došlo ve slovinských Postojnských jeskyních k nálezu prvního jeskynního brouka s názvem Leptodirus hochenwartii a následné objevy řady dalších druhů přírodovědcem Ferdinandem Schmidtem položily základy pro tento nový obor.